# Hazima bint Nasser

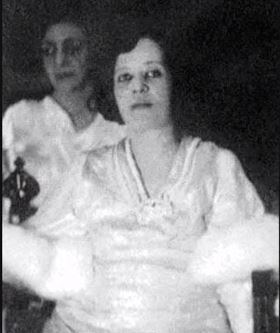
Hazima bint Nasser im Jahr 1933, anlässlich der Hochzeit ihres Sohns

Hazima bint Nasser (arabisch حزيمة بنت ناصر, DMG Ḥazīma bt. Nāṣir, englisch auch Huzaiyma, geboren 1884 in Mekka; gestorben am 27. März 1935 in Bagdad) war eine aus Mekka stammende haschimitische Prinzessin, die durch Heirat mit Faisal I. von 1921 bis 1933 Königin des Irak war. Nach seinem Tod war sie Königinmutter seines Nachfolgers Ghazi I.

## Leben
Musbah und Hazima waren die Zwillingstöchter des Emirs Nasser Pascha mit dessen Ehefrau Dilber Khanum. Beide Zwillinge trugen durch Geburt den Titel einer Scherifa von Mekka, und beide Töchter heirateten im Jahr 1904 in Istanbul ihre Cousins, die Söhne des Großscherifen von Mekka, Hussein ibn Ali: Musbah heiratete den zweiten Sohn Abdallah, den späteren König von Jordanien; Hazima ehelichte den dritten Sohn Faisal, der später König von Syrien und dann des Irak wurde.
Bis 1920 lebte die Familie in einem Palast in Mekka. Dort bekamen Faisal und Hazima vier Kinder: Prinzessin Azza (1905–1960), Prinzessin Rajiha (1907–1959), Prinzessin Rafia (1910–1934) und Prinz Ghazi (1912–1939). Wie für königliche Familien in Mekka üblich, lebten die Frauen der Familie in Parda, also abgeschieden von der Öffentlichkeit oder von männlichen Kontaktpersonen. Besucher oder Geschäftspartner wurden von Faisal in öffentlichen Empfangsräumen bewirtet; weiblicher Besuch erhielt aber auch Zugang zum Harem. Bei den seltenen öffentlichen Auftritten waren die Frauen vollverschleiert, unter diesen Kleidern sowie innerhalb des Palastes war aber westliche Mode üblich, die aus London bestellt wurde.

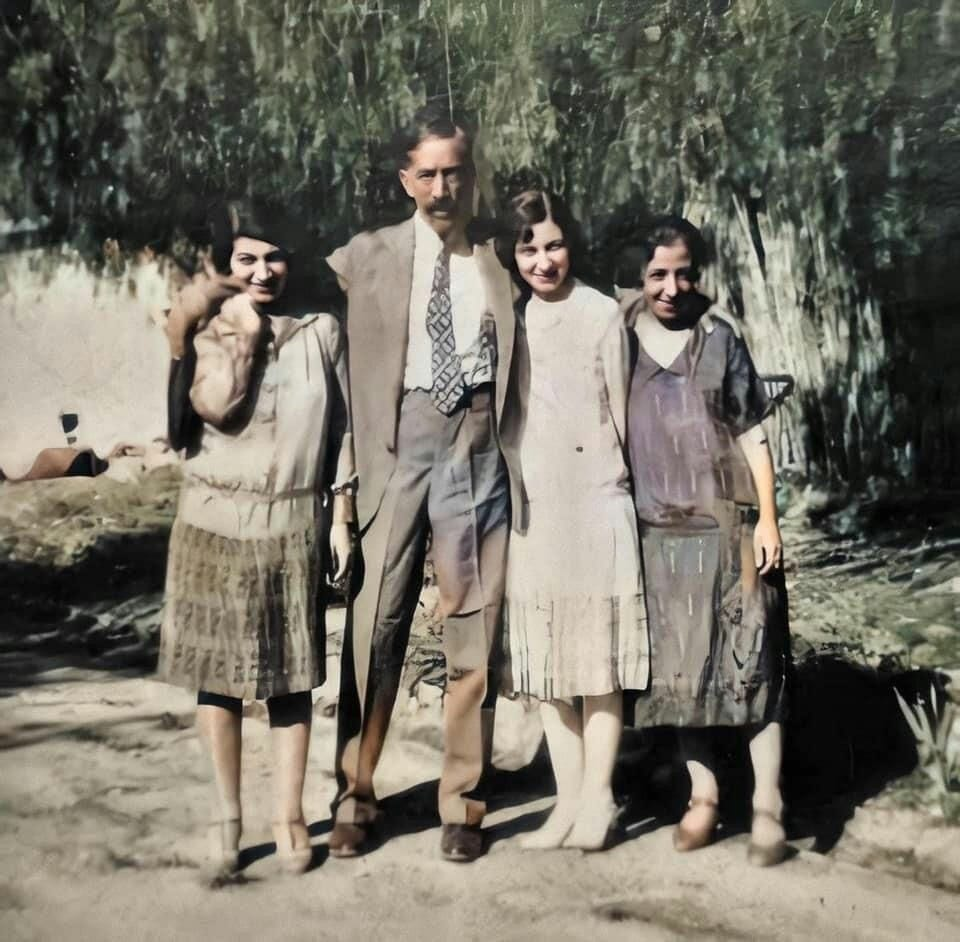
Ehemann Faisal I. mit den drei Töchtern

Mit der Ernennung Faisals zum König von Syrien 1920 (März bis Juli) zog die Familie nach Damaskus, musste aber nur wenige Monate später nach dem Sturz Faisals fliehen. Im August 1921 erfolgte die Ernennung Faisals zum König des Irak, und die Familie etablierte sich im Palast von Bagdad. Dort wurde 1924 Gertrude Bell von Faisal I. zur Verwalterin des Haushalts bestellt; Bell arrangierte für die Prinzessinnen Unterricht in Englisch und Etikette und lieferte der Außenwelt durch ihre späteren Berichte auch Einblicke in die abgeschirmte königliche Lebenswelt: Die Königin und Prinzessinnen wurden als schön, sensibel und kontaktscheu geschildert. Hazima opponierte allerdings gegen Bell, welche sie als störenden Einfluss auf ihren Mann nehmend empfand.
Hazima trat, wenn auch nicht in der Öffentlichkeit, als Förderin des Nadi al-Nahda al-Nisa'iyya (in etwa: „Frauenclub der Renaissance“ oder „Verein der Frauen-Erweckung“) auf, der ersten Frauenorganisation im Irak. Der 1923 gegründete Verein forderte anfangs ein Ende der Verschleierung, gab dieses Ziel aber bald auf, um den Zugang von Frauen für Bildung und Arbeit zu fördern, in der Praxis aber vor allem für Frauen der Oberschicht. Die Vereinigung war daher sowohl seitens konservativer wie auch liberaler Kreise scharfer Kritik ausgesetzt, wurde schon 1925 in einen wohltätigen Club umgewandelt und schließlich 1943 aufgelöst. Vertreterinnen der Organisation erhielten 1924 bei Hazima Audienz und seither Förderung für ihre Versammlungsräume. Hazima selbst trat 1932 auf der Third Eastern Women's Conference in Bagdad als Eröffnungsrednerin auf.
Im Jahr 1933 trat Hazima anlässlich der Heirat ihres zum König ernannten Sohns, Ghazi I., unverschleiert in der Öffentlichkeit auf, was eine Ausnahme blieb. Sie starb zwei Jahre später und wurde im königlichen Mausoleum in Azamiya (auch: Al-Adhamiyah) in Bagdad beigesetzt.
Nach dem Tod Ghazis bei einem Autounfall 1939 wurde Hazimas Enkel Faisal II. zum König ernannt, während ihr Cousin Abd ul-Ilah (der älteste Bruder ihres Mannes) für ihn die Regentschaft übernahm. Ihre älteste Tochter, Prinzessin Azza (1905–1960), heiratete nach dem Tod ihrer Mutter in den späten 1930er Jahren einen griechischen Mann und konvertierte zum griechisch-orthodoxen Christentum. Nach der Trennung lebte sie in Italien und versöhnte sich nach 1945 wieder mit der Familie. Die zweitälteste Prinzessin Rajiha heiratete 1937 den Offizier Abd al-Jabbar Mahmud Altai.